# Gregori Codina
Gregori Codina (Martorell, ca. 1619 – Montserrat, 20 de setembre de 1679) fou un compositor del qual no s'ha conservat cap obra coneguda. Va ser estudiant i mestre de l'Escolania de Montserrat, on prengué l’hàbit benedictí el 13 de setembre de 1635.